# Silvia Gregorini
Silvia Gregorini (La Spezia, 18 febbraio 1983) è un'ex ginnasta italiana.

## Biografia
Nata nel 1983 a La Spezia, a 17 anni ha partecipato ai Giochi olimpici di Sydney 2000, nel concorso a squadre insieme ad Amato, D'Amore, Iezzi, Lucentini e Rusca, arrivando 8ª nelle qualificazioni con 38.183 punti (19.25 con le 5 clavette e 18.933 con i 3 nastri e 2 cerchi) e chiudendo poi 6ª in finale con 38.483 (19.25 con le 5 clavette e 19.233 con i 3 nastri e 2 cerchi).